# Mohamed Ould Maaouya
Mohamed Ould Maaouya (Méderdra, 25 de agosto de 1953) es un político de Mauritania, ministro del Interior y Descentralización en el Gobierno bajo control militar surgido tras el golpe de Estado en 2008.
Cursó los estudios superiores, formándose en administración pública, en la Universidad de Nuakchot, en el Instituto de Administración Pública de París y el de Burdeos.
Ha sido director general del Ministerio del Interior en 1984 y Secretario general del mismo entre 1984 y 1986, y de 1999 a 2002; Consejero de la Presidencia de la República en dos ocasiones: de 1989 a 1992 y de 1996 a 1997; Secretario general del Ministerio de Asuntos Exteriores de 1997 a 1999 y del Ministerio de Asuntos Económicos de 2002 a 2005 y director general con rango de ministro de la Oficina del primer ministro de 1992 a 1996 y de 2005 a 2007. Ha presidido varios consejos de administración de entidades y agencias públicas mauritanas.